# Xysticus namaquensis
Xysticus namaquensis là một loài nhện trong họ Thomisidae.
Loài này thuộc chi Xysticus. Xysticus namaquensis được Eugène Simon miêu tả năm 1910.